# 茶麻
茶麻（ちゃま）は、日本の漫画家・イラストレーター。ニコニコ静画で一般ユーザーとしてWEB漫画を投稿し、そこから商業化された。代表作の『あいうら』はテレビアニメ化され2013年4月から6月まで放送された。

## 作品リスト

### 連載漫画
- あいうら（ニコニコ静画/4コマなのエース・月刊少年エース連載、全7巻）
- Radio Lady（監修・協力：ちゃんこ、ぽにマガ連載、全3巻）
- 電車内でJKがダベるだけのヤツ。（ニコニコ静画連載、全1巻）
- いにんぐ!（月刊少年エース連載、全2巻）
- ブルペンキャッチャー真壁満人（原作：太田守信、ヤングジャンプ連載、既刊1巻）[1]

### アンソロジー
- ひだまりスケッチアンソロジーコミック 5
- ゆゆ式ストーリーアンソロジーコミック 1
- 魔法少女まどか☆マギカ アンソロジーコミック 4
- 魔法少女まどか☆マギカ 4コマアンソロジーコミック 4
- ALDNOA.ZEROアンソロジーコミック 3